# Gara Belgrad Centar
Gara Belgrad Centar (în sârbă Железничка станица Београд Центар, cu alfabetul latin: Železnička stanica Beograd Centar) este o stație de cale ferată aflată în construcție la Belgrad.

## Trenuri internaționale
- Belgrad – Gara Centrală din Zagreb
- Belgrad – Zagreb – Schwarzach im Pongau (– Zürich)
- Belgrad – Valjevo – Kosjerić – Požega – Užice – Priboj na Limu – Prijepolje – Prijepolje Teretna – Bijelo Polje – Mojkovac – Kolašin – Podgorica – Sutomore – Bar
- Belgrad – Mladenovac – Palanka – Velika Plana – Lapovo – Jagodina – Ćuprija – Paraćin – Ćićevac – Stalać – Aleksinac – Niš – Bela Palanka – Pirot – Dimitrovgrad – Kalotina Zapad – Dragoman – Sofia